# بام وتومي
بام وتومي (بالإنجليزية: Pam & Tommy)‏ هو مسلسل قصير سيرة ذاتية أمريكي قادم مبني على قصة العلاقة بين طبال فرقة موتلي كرو تومي لي وباميلا أندرسون.المسلسل من إخراج كريغ غيليسبي وبطولة ليلي جيمس، سيباستيان ستان، سيث روغن، نيك أوفرمان وتايلور شيلينغ.من المقرر عرضه في 2 فبراير 2022 على منصة هولو وسيتكون من 8 حلقات.

## روابط خارجية
بام وتومي على موقع IMDb (الإنجليزية)
- بام وتومي على موقع ميتاكريتيك (الإنجليزية)
- بام وتومي على موقع روتن توميتوز (الإنجليزية)
- بام وتومي على موقع ليتربوكسد (الإنجليزية)
- بام وتومي على موقع كينوبويسك (الروسية)
- بام وتومي على موقع ألو سيني (الفرنسية)
- بام وتومي على موقع قاعدة بيانات الفيلم (الإنجليزية)